# 한중 자유 무역 협정
한중 자유 무역 협정(韓中自由貿易協定, 영어: Korea-China Free Trade Agreement, China–South Korea FTA) 또는 약칭 한중 FTA는 대한민국과 중화인민공화국 간의 자유 무역 협정(FTA)이다. 정식 명칭은 대한민국 정부와 중화인민공화국 정부 간의 자유무역협정이다.
2012년 5월 양국 간에 협상이 개시되었다. 2015년 11월 10일 자유 무역 협정이 공식 타결되었다.

## 의의
한중 자유 무역 협정의 중요성과 가치는 다섯 가지로 나눌 수 있다.첫째, 우리 경제의 미래 성장동력을 확보하는 것이다. 이는 급성장하는 중국의 내수 시장을 우리의 경쟁국인 일본이나 대만보다 한발 앞서 선점하여 우리 경제의 미래 성장동력을 확보하는 것이라고 할 수 있다.  둘째, 중국 내 우리 이익 보호를 위한 제도적 기반을 구축한다는 것이다. 이는 한중 FTA를 통해 현재 중국내 진출 2만개 우리 기업(누적 투자액 490억불) 및 40만명에 달하는 우리 국민을 효과적으로 보호한다는 것이다. 셋째, 투자 유치확대를 통해 일자리를 창출하는 것이다. 이는 중국의 대한 투자가 확대될 뿐만 아니라, 중국 시장을 겨냥한 미국과 유럽 기업의 대한한 투자 또는 확대하고, 중국의 고관세 정책으로 인해 중국에 진출한 국내기업이 유턴하면서 국내 일자리를 창출하고 China Risk도 감소시킬수 있다.  넷째, 한-중 관계 강화 및 한반도 평화 안정에 기여하는 것이다. 이는 한-중 전략적 협력 동반자 관계를 심화시키므로써 북한의 개혁 개방을 유도하는 한편, 궁극적으로 한반도 평화 안정 및 통일에 기여하도록 한다는 것이다. 다섯째, 글로벌 FTA 네트워크 완성 및 동아시아 경제통합을 주도하는 것이다. 이는 북미-유럽-아시아를 연결하는 글로벌 FTA 네트워크를 완성하고, 동아시아 경제통합을 추진하는 과정에서 우리의 주도적 위상을 확보하는 것이다.

## 주요내용
한중 FTA가 발효되는 2015년 12월 20일을 기해 고주파 의료기기, 변압기, 항공등유 등 958개 품목(연간 87억 달러 규모)에 대한 관세가 즉시 철폐되었다. 또한, 2016년 1월 1일에는 5,779개 품목에 대한 2년차 관세 인하가 이뤄졌다. 한중 FTA에는 해마다 단계적으로 관세가 내려가며 10년 내에 5,846개의 품목(LCD패널, 스테인리스냉연강판, 에어컨, 전기밥솥 등)에 대한 중국 측 관세가 철폐된다는 내용과, 발효 20년차가 되는 2034년까지 품목 수 기준으로 중국은 전체 90.7%인 7,428개, 한국은 전체 92.2%인 1만 1,272개 제품의 상대국에 대한 관세를 없애겠다는 내용도 포함하고 있다. 또한, 수입액 기준으로는 발효 20년 후 중국은 대 한국 수입액의 85.0%(1,417억 달러), 한국은 대 중국 수입액의 91.2%(736억 달러)에 대해 관세를 부과하지 않는다는 내용도 담겨져있다.

## 현황
최근 한국과 중국이 비대면 경제 활성화를 반영해 '한중 자유무역협정(FTA) 전자상거래 위원회'를 신설하기로 했다. 그리고 2015년 12월 발효한 한중 FTA로 2018년 기준 양국 간 교역액은 2015년 대비 18.2% 증가했다. 2020년 상반기 우리나라는 FTA가 발효된 국가와 교역에서 199억달러 흑자를 기록했는데 최대 교역국인 중국과의 FTA 활용률은 수입이 84.2%로 수출의 63.6%보다 훨씬 높았다. 또한, 이번 위원회에서 우리나라 측은 중국에 지식재산권 보호 의무 이행을 요청했다. 한중 FTA에 근거해 방송사업자에게 부여되는 권리가 중국 내에서도 충분히 보호될 수 있도록 지속적인 관심을 요청한 것이다. 그리고 중국 측은 한국에 위생검역 조치에 대한 관심과 협조를 요청했다.

## 같이 보기
- 변압기
- 관세